# Kanton Lure-Nord
Kanton Lure-Nord (francouzsky Canton de Lure-Nord) je francouzský kanton v departementu Haute-Saône v regionu Franche-Comté. Tvoří ho 13 obcí.

## Obce kantonu
- Adelans-et-le-Val-de-Bithaine (část)
- Amblans-et-Velotte
- Bouhans-lès-Lure
- La Côte
- Franchevelle
- Froideterre
- Genevreuille
- Lure (severní část)
- Malbouhans
- La Neuvelle-lès-Lure
- Pomoy
- Quers
- Saint-Germain